# Scienza dell'alimentazione
La scienza dell'alimentazione è lo studio relativo a tutti gli aspetti tecnici degli alimenti, cominciando dalla raccolta e dalla macellazione, per finire con la cottura ed il consumo. Viene considerata una delle scienze dell'agricoltura, e normalmente viene tenuta distinta dal campo della nutrizione.

## Esempi
Esempi delle attività degli scienziati alimentari comprendono lo sviluppo di nuovi prodotti alimentari, la progettazione dei processi atti a produrre tali alimenti, la scelta dei materiali di confezionamento, gli studi sulla vita-di-scaffale, la valutazione sensoriale del prodotto con gruppi di esperti addestrati (panel) o potenziali consumatori, e ancora analisi microbiologiche e chimiche. Presso le università gli scienziati alimentari possono studiare altri fenomeni fondamentali che sono direttamente collegati con la produzione di un particolare prodotto e con le sue proprietà.
La scienza dell'alimentazione è una scienza applicata notevolmente interdisciplinare. Essa contiene concetti appartenenti a molti campi diversi incluse la microbiologia, la chimica, l'ingegneria, la biochimica, e molte altre.
Alcune delle subdiscipline della Scienza dell'alimentazione comprendono:
- Sicurezza alimentare – le cause, la prevenzione ed il rapporto con patologie di origine alimentare
- Microbiologia alimentare – le interazioni positive e negative tra microrganismi e cibo
- Conservazione degli alimenti – le cause e la prevenzione del decadimento qualitativo
- Ingegneria alimentare – i processi industriali utilizzati per la produzione di alimenti
- Sviluppo dei prodotti – l'invenzione di nuovi prodotti alimentari
- Analisi sensoriale – lo studio di come un prodotto viene percepito dai sensi del consumatore
- Chimica alimentare – la composizione molecolare di un alimento ed il coinvolgimento di tali molecole in reazioni chimiche
- Confezionamento degli alimenti – lo studio di come l'imballaggio viene usato per conservare l'alimento dopo che esso è stato lavorato e per contenerlo durante la distribuzione
- Gastronomia molecolare – l'indagine scientifica sui processi di cottura e sugli aspetti sociologici ed estetici della gastronomia
- Tecnologia alimentare – gli aspetti tecnologici
- Fisica alimentare – gli aspetti fisici degli alimenti (come viscosità, cremosità o consistenza)

A coordinare le iniziative di scienza alimentare a livello mondiale c'è l'International Union of Food Science and Technology (IUFoST). Le organizzazioni nazionali dell'Europa fanno capo all'European Federation of Food Science and Technology (EFFoST) con sede all'Università di Wageningen nei Paesi Bassi.
Nel numero di ottobre 2006 di Food Technology, Dennis R. Heldman, Presidente dell'Institute of Food Technologists (IFT) per il biennio 2006-2007, segnalò che il Comitato per l'Educazione Superiore aveva dato la seguente definizione di scienza alimentare: ”Scienza alimentare è la disciplina in cui le scienze ingegneristiche, biologiche e fisiche vengono utilizzate per studiare la natura degli alimenti, le cause di deterioramento, i principi che sono alla base delle lavorazioni dei prodotti alimentari, ed i miglioramenti degli alimenti per il pubblico consumatore”.

### In oncologia
A livello internazionale (al 2025 non ancora in Italia) è di prassi l'integrazione della valutazione nutrizionale nell'ambito del trattamento dei pazienti oncologici e dei percorsi nutrizionali basati sulle evidenze scientifiche.